# Vrenz Bleijenbergh
Vrenz Bleijenbergh (Brasschaat, 14 ottobre 2000) è un cestista belga.

## Palmarès

### Club
- Campionato belga: 1

Ostenda: 2022-23
- Coppa del Belgio: 2

Anversa Giants: 2019, 2020
- Supercoppa BNXT: 1

Ostenda: 2022

### Individuali
- Rising star Campionato belga: 1

2020-2021
- Pro Basketball League MVP finali: 1

Ostenda: 2022-23